# Список орков Средиземья
Ниже представлен список всех орков, упомянутых в произведениях, составляющих легендариум Джона Рональда Руэла Толкина, а также являющихся оригинальными персонажами кинотрилогии режиссера Питера Джексона «Властелин Колец». Персонажи перечислены в алфавитном порядке. Так же называются гоблинами: автор воспринимал эти слова как синонимы.

## Азог
Азог (англ. Azog) (Азог Завоеватель или Азог Осквернитель) — предводитель орков, живший в Мории примерно в 2480—2799 гг. Т.Э.
Его поступок послужил причиной Войны гномов и орков в 2790-х годах: Азог убил короля гномов Трора, пришедшего посетить руины Кхазад-Дума. Азог не только убил Трора, но и перед этим пытал его несколько дней, и в итоге обезглавил и выжег своё имя на его лбу. Этим он заслужил ненависть всех гномов без исключения, которые объединились для того, чтобы отомстить ему.
В последующие годы Азог стал общим врагом всех гномов. Постепенно все орки Мглистых гор были вытеснены в Морию, где и состоялось генеральное сражение войны — битва при Азанулбизаре. Там Азог убил короля гномов Железных Холмов Наина, но и сам был убит сыном Наина, Даином II Железностопом. После убийства Трора Азог воткнул ему в рот мешочек с мелкими монетами, теперь же гномы вернули их, воткнув этот же мешочек в рот убитого Азога, поступив с ним так же, как он когда-то поступил с престарелым королём гномов.
Сын Азога, Больг, унаследовал его титул вождя орков Мории и правил ими ещё примерно 150 лет.
В кинотрилогии Питера Джексона «Хоббит» в биографии Азога имеются значительные отличия. Так, Азог не гибнет от руки Даина при Азанулбизаре, а оказывается ранен от рук Торина Дубощита и, сумев дожить до событий «Хоббита», продолжает возглавлять орков Мории и в итоге ведёт их на Битву Пяти Воинств вместе с подкреплением из Дол Гулдура. И, поскольку Торин отрубил руку Азогу, орк пытается ему отомстить, что ему и удаётся, убив сначала племянников Торина Фили (лично) и Кили (руками Больга), а затем смертельно ранив и самого Торина. Из последних сил Дубощиту удается оборвать жизнь своему заклятому врагу. Так же, согласно фильму, Азог поклялся истребить всех потомков Дурина Первого. В то же время, его сын Больг является предводителем гоблинов и орков Гундабада. На этот ход создатели фильма пошли для того, чтобы противопоставить Торину сильного антагониста, с которым он имел бы личные счёты и хотел ему отомстить (согласно Толкину, Азог убил деда Торина Трора и надругался над его телом). Также в фильме упоминалось, что Азог Осквернитель родом с горы Гундабад.

## Балкмег
Балкмег (англ. Balcmeg) — согласно «Книге утраченных сказаний», один из орков, убитых при падении Гондолина. Толкин написал историю об этом событии в 1917 году и с тех пор так и не переработал её полностью, соответственно, Балкмег не упоминается в опубликованном «Сильмариллионе».

## Болдог
Болдог (англ. Boldog) — внушительный предводитель орков армии Ангбанда, посланный для нападения на Дориат и захвата Лутиэн. Упоминается в «Песни Лейтиан», опубликованной в «Балладах Белерианда».
Имя «Болдог» носили несколько предводителей орков в Первую Эпоху. В комментарии 1960-х годов Толкин предположил, что, возможно, слово «Болдог» являлось титулом, данным меньшим Майар, слугам Моргота, принявшим хроа орков. Таким образом, некоторые вожди орков, такие, например, как Верховный Гоблин из «Хоббита», могли быть болдогами.

## Больг
Больг (англ. Bolg, год смерти 2941 Т.Э.) — предводитель орков, сын Азога, пришедший к власти в Мории после гибели Азога в войне с гномами. Больг управлял Морией около 150 лет и был предводителем армии орков в Битве Пяти Воинств. Был убит Беорном в образе медведя: 

… Быстро вернулся он, и ярость его удвоилась, и ничто не могло противостоять ему, и казалось, что не было оружия, способного нанести ему вред. Он разметал его охрану, повалил самого Больга и растоптал его.— Толкин Дж. Р. Р. Хоббит, или Туда и обратно. — «Обратный путь» (любое издание)
Также Больг появился в кинотрилогии «Хоббит». В «Пустоши Смауга» он выступал как один из воинов в битве у ворот королевства эльфов Лихолесья. Затем Больг преследовал спешащих к Эребору Бильбо и гномов во главе с Торином. А в «Битве Пяти Воинств» присылает вторую армию орков и гоблинов из Гундабада. Но в ходе битвы умирает от рук Леголаса.

## Верховный Гоблин
Верховный Гоблин (англ. The Great Goblin) — предводитель гоблинов Мглистых гор в Третью Эпоху, упомянутый в книге «Хоббит, или Туда и обратно». Точное имя его неизвестно, но в игре The Lord of the Rings: The Battle for Middle-earth II его преемника называют королём гоблинов Горгилом. Также появился в фильме «Хоббит: Нежданное путешествие». По его распоряжению в 2941 году Т. Э. был захвачен в плен отряд Торина Дубощита вместе с хоббитом Бильбо Бэггинсом. Был убит магом Гэндальфом Серым во время освобождения пленников (и в фильме, и в книге).

## Гольфимбул
Гольфимбул (англ. Golfimbul) — вождь гоблинов горы Грам, возглавивший набег своего отряда на Шир. Был побеждён в битве при Зеленополье Бандобрасом Туком по кличке «Бычий рёв»; эта битва стала первой, произошедшей в пределах границ Шира (второй стала битва при Байуотере, последняя битва Войны Кольца, в которой сражался потомок Бандобраса, Пиппин). Бандобрас Тук сбил голову Гольфимбула дубиной, и она летела по воздуху, пока не попала в кроличью нору. По фольклорной традиции хоббитов, это вдохновило создание игры в гольф, которая была названа по имени этого орка. В реальности же имя «Гольфимбул», скорее всего, было специально создано для этой игры слов: «фимбул» на древнескандинавском языке означает «великий».
Вторжение орков в северный Шир случилось во время правления вождя дунэдайн Арассуила, а орки Гольфимбула были самым западным их отрядом, покинувшим Мглистые горы. Единственной причиной, по которой Гольфимбул смог добраться до Шира, было то, что Следопыты в это время вели множество битв с орками, не давая им распространиться по всему Эриадору.

## Горбаг
Горбаг (англ. Gorbag) — злобный предводитель орочьего патруля из Минас Моргул. Изначально жил среди назгулов в Мёртвом Городе, но затем был направлен в Кирит Унгол вместе с предводителем урук-хай Шагратом.
После того, как Фродо был парализован Шелоб, объединённый сторожевой отряд орков под предводительством Горбага и Шаграта наткнулся на его укутанное коконом из паутины тело и забрал его в Кирит Унгол, где они хотели пытать и мучить пленника. Когда началась делёжка имущества Фродо, между двумя предводителями орков вспыхнула ссора о том, кому должна достаться его митриловая кольчуга. Эта ссора переросла в жестокую схватку во всей крепости между моргульскими орками и урук-хай. В этой схватке Горбаг был убит Шагратом, который после этого бежал с митриловой кольчугой.
В фильме Питера Джексона роли Горбага и Шаграта сильно изменились. В книге Шаграт сообщает Горбагу о природе яда Шелоб и о том, как он действует, в то время как в фильме это делает Горбаг, давая объяснения своим товарищам после обнаружения Фродо. Также, в книге Шаграт хочет забрать кольчугу себе, в то время как Горбаг настаивает, что её необходимо отнести Саурону. После схватки Шаграт бежит с мифриловой кольчугой в Барад-Дур, а раненый Горбаг (которого Шаграт считал мёртвым) остаётся в Кирит Унголе. В действительности он ещё жив и намеревался убить Фродо в тот момент, когда Сэм протыкает его мечом сзади.

## Готмог
Основная статья: Готмог
Имя Готмог (англ. Gothmog) носил военачальник в армии Минас Моргул, относительно которого неизвестно, был он орком, человеком или кем-то ещё. Он принял командование в Битве на Пеленнорских полях после уничтожения главного назгула. В романе «Властелин Колец» его дальнейшая судьба не описана, однако Толкин упомянул, что все командиры орков погибли у стен Минас Тирита.
В экранизации Питера Джексона этот военачальник был орком. Именно Готмог командовал сухопутными войсками Мордора во время захвата Осгилиата и осады Минас Тирита. В Битве на Пеленнорских полях он сперва был ранен от рук Эовин, а после смерти Короля-чародея Ангмара он, пытаясь добить раненую Эовин, был сражён Арагорном и Гимли.
Готмог — также имя предводителя балрогов, служившего в Первую Эпоху Морготу и описанного в «Сильмариллионе».

## Гришнак
Гришнак (англ. Grishnákh) — командир отряда мордорских орков, присоединившихся к войскам урук-хай Сарумана на равнинах Рохана.
После того, как Гришнаку не удалось убедить Углука вести отряд на восток, в безопасный для орков Мордор, он покинул отряд, а затем вернулся ещё с 20-40 мордорскими орками, заявляя о желании помочь своим «братьям». Однако реальные планы Гришнака относительно двух пленников, Мерри и Пиппина, противоречили приказу, полученному Углуком: пленников необходимо доставить Саруману нетронутыми. Гришнак был орком высокого звания, был в самом Барад-дуре и получал особые приказы от назгула. Он также присутствовал на пытках и допросах Голлума, таким образом, он не только знал о Кольце, но и подозревал, что оно могло быть у хоббитов (после того, как услышал, как они имитируют горловые звуки, издаваемые Голлумом). После этого он попытался унести хоббитов прочь от урук-хай в лес Фангорн, где планировал убить их и забрать Кольцо себе, но был убит копьём роханского всадника.
В фильмах Питера Джексона Гришнак показан в роли командира отряда орков-разведчиков, возможно, пришедших из Изенгарда (поскольку они носили форму Сарумановых наездников на варгах, показанных в фильме позже). Он и его отряд орков встречается с группой Углука в западной части Эмин Муйл, а не у Амон Хен, как описано в книге. В ту ночь Гришнак сражается с Углуком из-за хоббитов, поскольку он и его отряд хотели съесть их, а не нести Саруману. Он также получает удар копьём, как и в книге, но выживает и бросается вслед за Мерри и Пиппином в лес Фангорн, где его убивает Древобород, наступивший на орка до того, как он смог убить Мерри. Имя Гришнака в фильме ни разу не произносится, также непонятно, знал ли он о наличии Кольца у пленных хоббитов. Также из фильма неясно, послан ли Гришнак и его отряд Сауроном из Мордора, или они являлись рабочими шахт в Изенгарде.

## Лагдуф
Лагдуф (англ. Lagduf) — урук из Кирит Унгола, служивший под началом Шаграта. Он и Музгаш были убиты орками Горбага в схватке за мифриловую кольчугу Фродо.
В экранизации Питера Джексона Лагдуфом звали предводителя войска орков Сарумана, напавших на Хельмову Падь.

## Луг
Луг (англ. Lug) — согласно «Книге утраченных сказаний», один из орков, убитых при падении Гондолина Туором. Толкин написал историю об этом событии в 1917 году и с тех пор так и не переработал её полностью, соответственно, Луг не упоминается в опубликованном «Сильмариллионе».

## Лугдуш
Лугдуш (англ. Lugdush) — один из урук-хай Сарумана, доверенный подчинённый Углука. В фильме «Две крепости» Лугдуш — это урук, который чувствует запах «плоти людей» и предупреждает остальных. В режиссёрской версии этого фильма эта функция отдана Маухуру.

## Лурц
Лурц (англ. Lurtz) или Луртц — персонаж экранизации трилогии «Властелин Колец» Питера Джексона, в оригинальном тексте не упоминается. Первый из урук-хай, созданных Саруманом. Вождь и предводитель отряда урук-хай, посланных Саруманом за Хранителем Кольца. Владел мечом и луком, из которого и смертельно ранил Боромира, однако и сам был убит Арагорном, не успев добить первого. После его смерти отряд орков возглавил Углук (по книге Углук возглавлял отряд с самого начала).

## Маухур
Маухур (англ. Mauhúr) — урук Изенгарда, бывший предводителем отряда-подкрепления, посланного через лес Фангорн на помощь Углуку, чей отряд был окружён группой рохиррим. Когда отряд Маухура атаковал, некоторые из рохиррим поехали им навстречу, остальные же сомкнули кольцо вокруг лагеря Углука. Пленники Углука Мерри и Пиппин, оказались вне кольца окружения и смогли бежать в лес Фангорн.
До службы Саруману грабил роханские поселения во главе мародёрского отряда.
В фильме «Две крепости» Маухур с самого начала бежит в Изенгард вместе с отрядом Углука. Он и все остальные орки были убиты в стычке с рохиррим, и голова, надетая на пику, в сцене утра после битвы всадников с орками, скорее всего принадлежала ему.

## Музгаш
Музгаш (англ. Muzgash) — урук из Кирит Унгола, служивший под началом Шаграта. Был убит вместе с Лагдуфом солдатами Горбага в схватке за мифриловую кольчугу Фродо.

## Нарзуг
Нарзуг (англ. Narzug) — орк, персонаж трилогии Питера Джексона «Хоббит», в книге не упоминается. Один из командиров под предводительством Азога.
Появляется в Пустоши Смауга , где он и другие орки, ведомые Азогом охотятся за отрядом Торина до дома Беорна. Позже по указу Некроманта, Азог остается в Дол Гулдуре. За гномами же Азог отправляет Больга с Фимбулом и Нарзугом. Во время погони за гномами был взят Леголасом и Тауриэлью в плен, позже убит Трандуилом.

## Оркобал
Оркобал (англ. Orcobal) — согласно «Книге утраченных сказаний», предводитель орков, убитый при падении Гондолина Эктелионом. Толкин написал историю об этом событии в 1917 году и с тех пор так и не переработал её полностью, соответственно, Оркобал не упоминается в опубликованном «Сильмариллионе».

## Отрод
Отрод (англ. Othrod) — согласно «Книге утраченных сказаний», один из орков, убитых при падении Гондолина Туором. Толкин написал историю об этом событии в 1917 году и с тех пор так и не переработал её полностью, соответственно, Отрод не упоминается в опубликованном «Сильмариллионе»

## Радбуг
Радбуг (англ. Radbug) — орк Кирит Унгола, убитый Шагратом в схватке за мифриловую кольчугу Фродо.
В фильме Питера Джексона имя использовано для командира орков, надзиравшего за шахтами Сарумана в Ортханке и утонувшего вместе с прочими при затоплении Изенгарда энтами.

## Снага
Снага (англ. Snaga), обозначающее «раб» согласно приложениям к «Властелину Колец», не является собственным именем, а напротив — термином, использовавшимся уруками для обозначения меньших орков. Среди прочих использовался Углуком по отношению к разведчику урук-хай и Шагратом в адрес одного из орков крепости Кирит Унгол.
В кинотрилогии Питера Джексона имя «Снага» ассоциируется с одним определённым орком в «Двух крепостях» (который, к слову, ни разу не упоминался по имени), членом отряда Гришнака, который хотел съесть Мерри и Пиппина, чтобы утолить голод. Этот орк был обезглавлен Углуком и съеден урук-хай.

## Углук
Углук (англ. Uglúk) — командир отряда урук-хай, атаковавшего Братство Кольца у Амон Хен и взявшего в плен Мерри и Пиппина. Он и другие орки Изенгарда из его отряда похвалялись тем, что именно они убили Боромира. Он защищал Мерри и Пиппина от орков Мории, которые хотели съесть их, цитируя приказ Сарумана о том, что хоббитов необходимо доставить к нему в добром здравии. Также он возражал Гришнаку на его обвинения в каннибализме. Когда Гришнак вернулся с несколькими десятками других мордорских орков, Углук доверчиво принял их предложение о помощи за чистую монету. Углуку обычно удавалось поддерживать дисциплину, хотя однажды это потребовало обезглавить нескольких морийских возмутителей спокойствия. Он и его объединённый отряд был выслежен группой рохиррим Эомера на пути в Изенгард, и на краю леса Фангорн орки были окружены и уничтожены, Углука убил лично Эомер. Углук относился ко всем остальным расам орков с отвращением, называя их «обезьянами из Мордора и слизняками из Мории», что подтвердилось во время атаки рохиррим, поскольку только его обречённый отряд продолжал сражаться, в то время как остальные орки разбежались.
В фильме Питера Джексона «Две крепости» предводителем отряда орков является Лурц, убитый Арагорном у Амон Хен. После смерти своего начальника командование принимает Углук. Когда Гришнак и его орки хотят съесть хоббитов, Углук и его урук-хай останавливают их. После этого Углук обезглавливает Снагу, меньшего орка, который решил съесть их, после чего его тело пожирается другими орками. После этого отряд Углука атакуют рохиррим Эомера и Углук, предположительно, погибает от их рук.

## Уфтак
Уфтак (англ. Ufthak) служил в крепости Кирит Унгол под началом Шаграта. Он был пойман и парализован Шелоб, которая позже забыла о нём. Тем не менее другие орки, обнаружившие его висящим вниз головой, даже не пытались его спасти, поскольку их развеселило положение, в которое он попал, кроме того, они не хотели лезть в дела Шелоб. Позже Уфтак, скорее всего, умер от голода.

## Фимбул
Фимбул (англ. Fimbul) — персонаж трилогии Питера Джексона «Хоббит», не упоминался в произведениях Толкина. Один из орков отряда под командованием Язнега.
Участвовал в преследовании отряда Торина Дубощита. После убийства Язнега по приказу Азога, занимает его место и под предводительством Бледного Орка продолжает охоту на гномов. Фимбулу удаётся выжить во время сражения с гномами, которые пытались скрыться на деревьях, и после атаки Орлов Мглистых гор. Далее, Азог со своим отрядом преследует гномов вплоть до дома Беорна. После встречи Азога с Больгом, Фимбул присоединяется к его группе в атаке на Эсгарот. Орк погибает от руки Леголаса.

## Шаграт
Шаграт (англ. Shagrat) — командир урук-хай, комендант крепости Кирит Унгол.
После обнаружения бесчувственного Фродо рядом с логовом Шелоб его по приказу Шаграта и Горбага принесли в самое высокое помещение башни. Пока два командира орков рылись в его вещах, между ними разгорелся спор о ценной митриловой кольчуге. Эта ссора привела к битве между орками Минас Моргула и Мордора в Кирит Унголе, в которой практически все были убиты, а сам Шаграт в финале схватки добил раненого Горбага.
Затем Шаграт бежал с вещами Фродо и отдал их Саурону, который в гневе и умертвил его. Позже вещи Фродо были продемонстрированы вождям Запада Голосом Саурона, якобы в качестве доказательства того, что Фродо пойман и находится в заточении.
В трилогии Питера Джексона роль Шаграта несколько отличается от повествования Толкина. Он изображён как большой мордорский орк, явно отличающийся внешне (как и прочие орки крепости Кирит Унгол) от Горбага. Однако он забирает митриловую кольчугу Фродо себе, а после битвы среди орков ему удаётся проскочить мимо Сэма и доставить кольчугу в Барад-дур.

## Шарку
Шарку (англ. Sharku) — в экранизации Питера Джексона командир отряда наездников на варгах, который был послан перехватить роханских беженцев на пути в Хельмову Падь. Был убит Арагорном. В книге данное имя упоминается, но так орки Изенгарда называли Сарумана, что в переводе с Чёрного наречия означает «старик».

## Язнег
Язнег (англ. Yazneg) — персонаж фильма Питера Джексона «Хоббит: Нежданное путешествие», не упоминался в произведениях Толкина. Один из военачальников орков, правая рука Азога Осквернителя.
По приказу Азога, Язнег выслеживал отряд Торина Дубощита. Он был близок к тому чтобы схватить их, но гномам и Бильбо, благодаря помощи Гэндальфа и Радагаста, удалось сбежать. Отряд охотников Язнега был атакован и практически уничтожен эльфами Ривенделла. Позже Язнег, с остатками отряда, вернулся на Амон Сул, где доложил обо всём случившимся Азогу. За свою провинность, был скормлен Азогом стае варгов. Его место занял орк Фимбул.